# Índice h
O índice h, ou h-index em inglês, é uma proposta para quantificar a produtividade e o impacto de cientistas baseando-se nos seus artigos mais citados.
Em palavras, o índice h é o número de artigos com citações maiores ou iguais a esse número. Um par de exemplos certamente ajuda a ilustrar o conceito: um pesquisador com h = 5 tem 5 artigos que receberam 5 ou mais citações; um departamento com h = 45 tem 45 artigos com 45 ou mais citações; e assim por diante.
O índice h tem problemas para avaliar a produção de cientistas em início de carreira ou com baixa produção. Uma ilustração de como o índice h não funciona nestes casos pode ser útil: um pesquisador que publicou 2 artigos, sendo um deles numa revista obscura que lhe rendeu apenas 1 citação e o outro como primeiro autor numa revista prestigiosa como a Nature recebendo 238 citações, terá um índice h = 1 pois ele não tem nem 2 artigos com pelo menos 2 citações.
Contudo, é uma ferramenta extremamente útil para avaliar cientistas seniores. Este cientista que teve apenas um artigo citado na revista Nature com 238 citações,  foi capaz de publicar apenas um artigo de boa repercussão e ele não é melhor que outro cientista que nunca teve seus artigos publicados pela Nature mas teve 20 artigos publicados pela Scientific American ou pela Science, mesmo com baixas citações. Neste caso, é considerado que ele foi capaz de publicar 20 artigos diferentes enquanto que  o primeiro, apesar de ter 238 citações só foi capaz de publicar apenas 2 artigos. 

## Objetivo
O índice pode ser também aplicado para estimar a produtividade e impacto de um grupo de cientistas, um departamento, um país, e assim por diante. O índice h foi proposto em 2005 por Jorge E. Hirsch como uma ferramenta para determinar a qualidade relativa dos trabalhos de físicos teóricos. Apesar de ainda ter que provar seu valor e suplantar outras métricas tradicionais; como a enumeração do número de artigos, enumeração do número de citações, impacto das revistas onde se publica, etc; o índice h está ganhando cada vez mais adeptos e é aceito internacionalmente pelas principais universidades.

## Críticas
Como toda tentativa simplista de se categorizar ou classificar a produção de um pesquisador por um único número, o índice h está longe de ser perfeito e enfrenta várias críticas. Entre as críticas, além das usuais de que não se pode caracterizar um pesquisador por um número, estão: diferenças entre áreas, diferenças entre idade, diferenças entre sexo, etc.